# Harpalus socors
Harpalus socors är en skalbaggsart som beskrevs av Thomas Casey. Harpalus socors ingår i släktet Harpalus och familjen jordlöpare. Inga underarter finns listade i Catalogue of Life.